# Dunakiliti
Dunakiliti je obec v župě Győr-Moson-Sopron v severozápadním Maďarsku. Žije zde 1867 obyvatel; významnou pamětihodností zde je místní zámeček. Zhruba 8 až 10 km od města se nachází řeka Dunaj a hranice se Slovenskem.
Kromě hlavní části patří k obci též osada Tejfalusziget.
Dunakiliti také propůjčilo svůj název hrázi na vodním díle Gabčíkovo-Nagymáros. Ta sice byla v této části téměř dokončena, Maďarsko však následně odstoupilo na jaře 1989 od smlouvy o budování společného vodního díla i přehrady. Zamýšlenou propusť Dunakiliti tak musela nahradit nově dobudovaná hráz Čunovo na slovenské straně. vč. malé vodní elektrárny, propouštějící dohodnuté množství vody do starého koryta Dunaje a lužních lesů.

## Osobnosti
- László Batthyány-Strattmann (1870–1931), kníže, oftalmolog, blahoslavený[2]